# 斯塔萊峰
46°39′47″N 10°23′33″E / 46.66306°N 10.39250°E

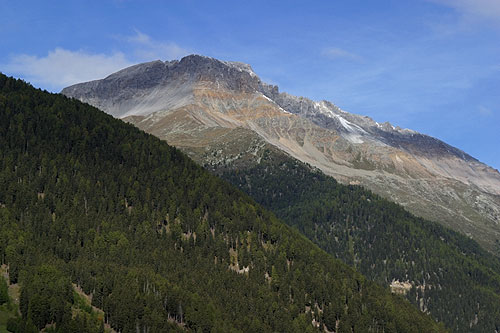

斯塔萊峰（義大利語：Piz Starlex），是中歐的山峰，位於意大利和瑞士接壤的邊境，屬於塞斯文納山脈的一部分，該山峰海拔高度3,075米，每年平均降雨量1,367毫米。